# ラッフィ・ホヴァニスィアン
ラッフィ・K・ホヴァニスィアン（アルメニア語: Րաֆֆի Կ. Հովհաննիսյան、英語: Raffi K. Hovannisian、1959年11月20日 - ）は、アメリカ合衆国出身の、アルメニアの政治家である。カリフォルニア州フレズノで、アルメニア系アメリカ人歴史家のリチャード・G・ホヴァニスィアンの息子として生まれ、歴史学者や弁護士として暮らしていた。しかしペレストロイカ期にアルメニア・ソビエト社会主義共和国へ渡り、その後ソ連からアルメニアが独立すると、1991年から翌1992年まで初代外務大臣を務めた。しかしその対外強硬路線から外相辞任に追い込まれ、その後は2002年に反対政党「遺産」を設立し、自らその党首となった。

## 経歴

### 前半生
1959年11月20日、歴史家であるリチャード・G・ホヴァニスィアンを父として、カリフォルニア州フレズノで生まれた。ロサンゼルスのパラセイズ・チャーター・ハイスクール在学中にアルメニア革命連盟の青年組織であるアルメニア青年連盟 (en) に加盟し、後にそのカリフォルニア支部長となった。
1977年から翌年までカリフォルニア大学バークレー校で政治学を学び、1979年にはロサンゼルス校へ移ってアルメニア史を学んだ。翌1980年に歴史学と近東学のBAを取得し、首席で大学を卒業した。1981年から翌年までタフツ大学で歴史学の教鞭を取り、1982年にフレッチャースクールから法律・外交のMAを取得した。ジョージタウン大学ローセンターからJDを取得してからは、1985年から1989年まで、国際法と民事の弁護士として、ストローック (en) やコーダート・ブラザーズ (en) など ロサンゼルスの法律事務所で活動した。同時期にはアルメニア法曹協会の設立者兼会長にもなった。
1988年10月、ホヴァニスィアンは『ロサンゼルス・タイムズ』にカラバフ運動を支持する記事を執筆した。同月12日にはスピタク震災に襲われたばかりのアルメニア・ソビエト社会主義共和国へ入り、1990年2月からエレヴァンのアジズベコフ広場 (hy) 近郊で、ワンルームのアパートメントに住むようになった。同年秋には家族もエレヴァンへ呼び寄せた。また、ホヴァニスィアンはアメリカ・アルメニア人議会 (en) のエレヴァン事務局長も務めた。

### アルメニア外相として
ソビエト連邦からアルメニアが独立した直後の1991年10月7日、ホヴァニスィアンは初代外務大臣に指名され、翌1992年3月2日にはアルメニア外相として、ニューヨークの国連本部ビルにアルメニアの国旗を掲げた。だが、同時にホヴァニスィアンは、アルメニア人虐殺の承認をトルコに行わせ、補償を得るという在外同胞の宿願に強く固執した。これは、ナゴルノ・カラバフ戦争の対処に追われ、これ以上の対外関係悪化を望まなかったレヴォン・テル＝ペトロシャン大統領との対立を招き、ホヴァニスィアンは同年10月16日には辞任に追い込まれた。しかし、辞任直前の同年9月に『ロサンゼルス・タイムズ』が報じたところによれば、ホヴァニスィアンの支持率は98パーセントとテル＝ペトロシャンを遥かに上回るものであり、エレヴァンに失業者の間でもホヴァニスィアンの支持は高いものであったという。

### 野党政治家として
2001年にホヴァニスィアンはアルメニアに帰化したが、2003年の大統領選挙に際して裁判所は、自身が1991年の時点で帰化申請を行っていたとのホヴァニスィアンの訴えを認めなかった。このため、ホヴァニスィアンは過去10年間に渡ってアルメニアの市民である、との大統領選挙への立候補資格を満たすことができなくなった。
2002年、ホヴァニスィアンは欧米型の政治経済制度構築を目指し、「遺産」を結党、その党首となった。遺産は2007年の議会選挙では得票数8万1048票、得票率6パーセント、獲得議席数7議席との戦績を残した。また、『アズグ』紙によるオンライン世論調査によれば、遺産の支持率は約25パーセントという最高位の数字となっている。選挙から2か月後の7月に行われた調査では、ホヴァニスィアン個人の支持率は82パーセントに達している。議員となったホヴァニスィアンは、就任直後から「ナゴルノ・カラバフ共和国」の国家承認を求める法案を提出するなどした。

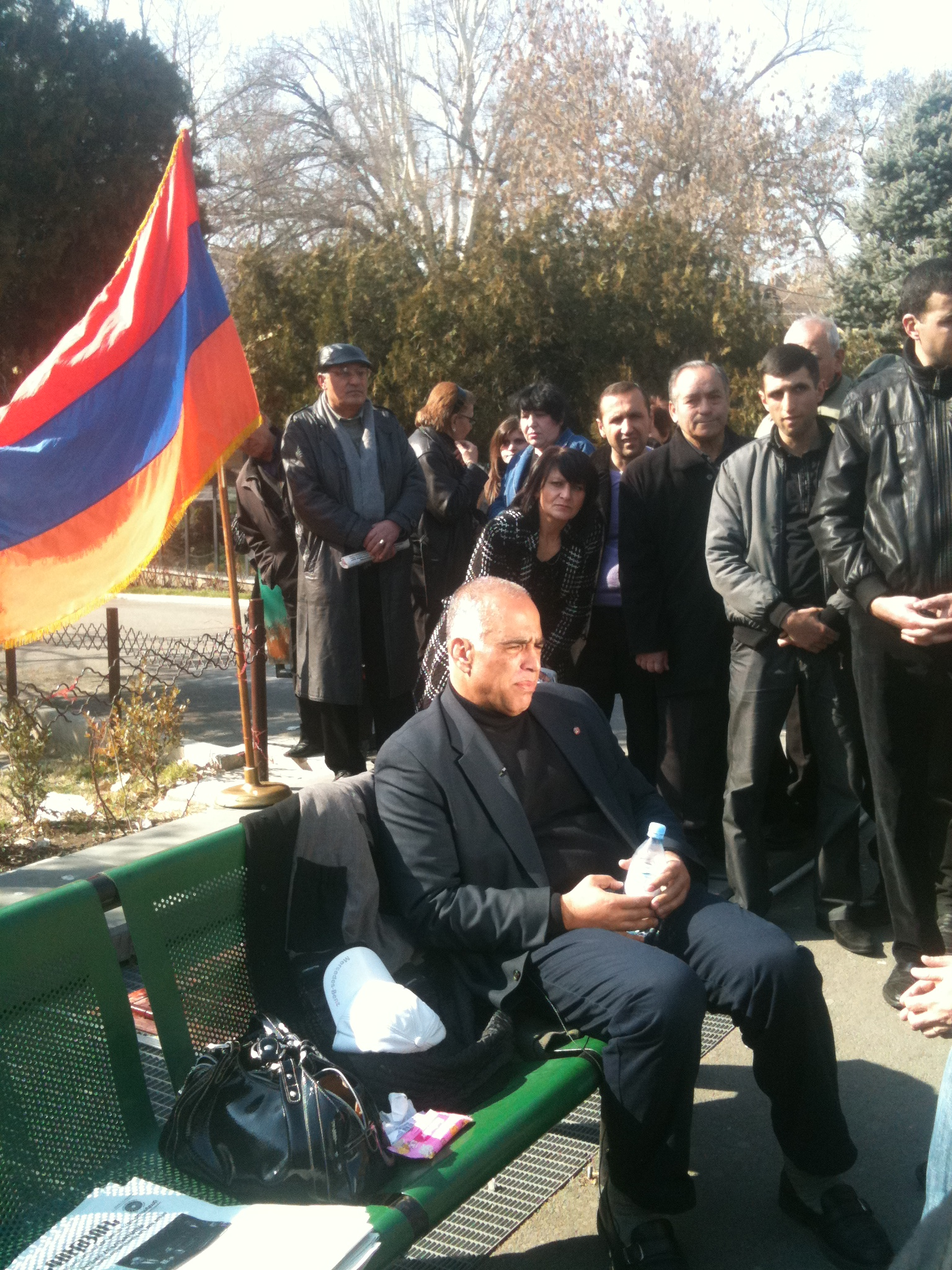
ハンガー・ストライキ中のホヴァニスィアン

2011年になるとホヴァニスィアンの対外姿勢はさらに強硬化し、アゼルバイジャンとトルコからの領土奪回や、ジョージアのアルメニア人の権利擁護などを主張するようになった。アラブの春に影響されたアルメニアの商業者がエレヴァンでの路上取引禁止撤廃を求めてデモを行った際には、遺産も他の政党と協力して、政府の変革を訴える集会を組織した（2011年アルメニア抗議運動）。3月15日から30日にかけて、ホヴァニスィアンは政府の腐敗を訴えるため、エレヴァンの自由広場でハンガー・ストライキを行った。しかし、17日にデモに合流した元大統領のテル＝ペトロシャンは、ホヴァニスィアンの主張には曖昧な点があり、ハンストも売名行為に過ぎない、としてホヴァニスィアンを批判している。
2012年の議会選挙においては、遺産は得票数8万6993票、得票率5.78パーセント、獲得議席数5議席となり、ホヴァニスィアンも議員に再選された。
同年11月上旬、ホヴァニスィアンは翌2013年の大統領選挙へ出馬する意思を明らかにした。ホヴァニスィアンはアルメニア人虐殺の承認 や「ナゴルノ・カラバフ共和国」の承認 といったナショナリズムを前面に押し出した政策を訴えたが、結果は36パーセントの得票率で2位に着け、現職のセルジ・サルキシャンに敗れた。これについてホヴァニスィアンは選挙で不正が働かれたと訴え、これに呼応した数千人の支持者がエレヴァンで政権に対する抗議行動を行ったが、大きな混乱には至らなかった。
2017年の議会選挙で落選。

## その他
ホヴァニスィアンはアルメニア語、英語、ロシア語、フランス語に堪能である。また、アルメニア・ジュニア・アチーブメントのCEOである妻アルメヌヒとの間に4男1女を儲けている。